# Cantone di Santa Elena
Il cantone di Santa Elena è un cantone dell'Ecuador che si trova nella provincia di Santa Elena.
Il capoluogo del cantone è Santa Elena.